# Wye Oak
Wye Oak est un groupe de rock indépendant américain, originaire de Baltimore, dans le Maryland. Il est composé de Jenn Wasner (voix principale, guitare) et d'Andy Stack (batterie, claviers, deuxième voix).

## Biographie
Le groupe s'appelait d'abord Monarch, en 2006, avant de changer pour Wye Oak. Leur premier album est sorti en 2007, nommé If Children. Le groupe aura signé sur Merge Records en 2008. The Knot suit en 2009.
Leur album Civilian est sorti en mars 2011, toujours via Merge Records aux États-Unis et sur le label berlinois City Slang en Europe. Il est à noter la présence du single Civilian dans la saison 2, épisode 10 18 Miles Out de la série The Walking Dead. Au début de 2014, Wye Oak sort l'album Shriek.

## Style musical
Le style musical du groupe est décrit comme « sérieusement influencé folk-indie rock pop avec des touches de noise et de dream pop ». Wasner chante, joue de la guitare électrique et acoustique, alors que Stack fait à la fois la batterie et les claviers, jouant de la batterie avec ses pieds et sa main droite, la ligne de basse avec sa main gauche,.

## Discographie
- 2008 : If Children (sortie indépendante en 2007)
- 2009 : The Knot
- 2010 : My Neighbor / My Creator (EP)
- 2011 : Civilian
- 2014 : Shriek
- 2018 : The Louder I Call, the Faster It Runs
- 2023 : Every Day Like the Last